# Silurificio di Baia
Il silurificio di Baia fu tra le due guerre mondiali uno dei tre stabilimenti di fabbricazione di siluri in Italia, insieme al Silurificio Whitehead di Fiume e al Silurificio Moto Fides di Livorno. Il silurificio era ubicato a Baia, una frazione del comune di Bacoli (NA), nell'area dei Campi Flegrei.

## Origini
Le origini del silurificio risalgono al 1914 quando venne impiantato presso Napoli nell'isolotto di San Martino con la denominazione di "Società Anonima Whitehead" dalla Whitehead di Fiume controllata dal 1905 dalla società inglese Vickers-Armstrong.

## Silurificio Italiano
Al termine della prima guerra mondiale essendo la società oberata di debiti il gruppo britannico decise di vendere l'impianto. Alla fine del 1921 il silurificio venne posto in liquidazione ma nell'aprile del 1922 la Comit, che era il maggiore creditore dell'azienda, rilevò lo stabilimento che venne denominato "Silurificio Italiano" che venne impiantato in via Gianturco a Napoli riconvertendo un vecchio stabilimento per la fabbrica di automobili Daimler e relativo poligono nel vecchio stabilimento sull’isolotto di San Martino. Alla crisi dell'azienda venne incontro la Regia Marina proponendo la sostituzione del siluro da 450mm con il siluro da 533mm ritenuto più efficiente.
Nel 1922 venne aperto nel silurificio un reparto termomateriali finalizzato alla produzione di radiatori e di caldaie in ghisa. Ma i costi elevati di produzione, la forte concorrenza della Società Nazionale dei Radiatori di Brescia, e la lontananza dalle zone di mercato del nord Italia causarono il fallimento di questa attività collaterale del Silurificio Italiano.
Nel 1929 il silurificio impiegava 1300 persone con una capacità di produzione di 10 siluri al mese.
Nel 1933 l'IRI entrò in possesso del 40% del pacchetto azionario del "Silurificio Whitehead" attraverso la Società Finanziaria Italiana, la finanziaria del Credito Italiano, e di tutte le azioni del "Silurificio Italiano" per mezzo della Società Finanziaria Industriale Italiana, la finanziaria della Comit.
Nel 1934 al vertice dell’Azienda venne posto l’Ammiraglio Eugenio Minisini che nello stesso tempo era membro del Comitato Tecnico per lo studio dei problemi della siderurgia bellica e ricopriva inoltre anche la carica di vice presidente dell’IRI.
Il silurificio ebbe una notevole ripresa negli anni trenta e alla fine del 1935 impiegava 1260 operai che arrivarono a 1400 nel marzo successivo e per far fronte alle nuove commesse il silurificio venne trasferito nella zona flegrea riconvertendo nel 1939 il cantiere navale di Baia che apparteneva alla "Società Cantieri e Officine Meridionali" di proprietà della stessa IRI. Il cantiere era sorto intorno agli inizi degli anni venti, quando vennero realizzati al riparo del castello aragonese i capannoni dei cantieri navali e nella zona adiacente, sulla collina tra il golfo di Pozzuoli e la spiaggia di Cuma cominciò a svilupparsi il primo quartiere operaio legato alle nuove attività portuali. A differenza di altri cantieri, nel dopoguerra, i cantieri di Baia non soffrirono una grande crisi, sia perché erano in stretto contatto con i cantieri di Genova, sia per il sostegno alla loro attività da parte del governo fascista; inoltre i cantieri di Baia potevano avvalersi dell'apporto dei lavoratori procidani espertissimi nelle realizzazioni navali. Le capacità di questi lavoratori vennero molto apprezzate dai genovesi, che investirono nella cantieristica baiana; tra questi il direttore della Società Navigazione Generale Italiana di Genova Brunelli, che fu tra i promotori dell'attività industriale di Baia. Nonostante gli investimenti del governo per il rilancio dell'attività marittima a Baia, la crisi del 1929 ebbe gravi ripercussioni sulle attività dello stabilimento ed il cantiere venne riconvertito e, a partire dal 1936, i capannoni riutilizzati per la produzione di siluri, mentre il vecchio stabilimento di San Martino continuò ad essere utilizzato come siluripedio.
I lavori di adattamento procedono lentamente sotto la direzione dell'ingegnere Raffaelli e il trasferimento, che avvenne sotto la direzione dell’Ammiraglio Eugenio Minisini, massimo esperto di armi militari subacquee,  previsto nel 1938 venne completato nel 1939. I siluri partivano da Baia, imbarcati su dei pontoni e arrivavano a San Martino per essere collaudati prima di essere spediti al fronte.
Nel corso della seconda guerra mondiale le esigenze belliche imposero di aumentare la produzione, ma per non concentrare un'attività così importante in un unico impianto, la direzione del silurificio decise di realizzare nel 1942 un nuovo impianto nella zona pianeggiante del Fusaro; al Fusaro sarebbero state trasferite le lavorazioni meccaniche e la fonderia mentre a Baia sarebbero continuate le prove alla vasca oltre al montaggio delle parti dell'arma. La costruzione del nuovo impianto venne realizzata con materiale del luogo: tufo, pozzolana, lapillo, pomice. I lavori terminarono verso la metà del 1943 ed il macchinario occorrente fu importato per la maggior parte dalla Germania. Lo stabilimento del Fusaro venne collegato a quello di Baia mediante una galleria lunga 1.300 metri, mentre un pontile e una galleria sotto Monte di Procida accelerò il passaggio dei siluri sull’isolotto; in questo modo i tre stabilimenti costituivano un unico impianto. Nel gennaio 1940 il Silurificio Italiano impiegava 1848 operai ma nel 1941 il numero passò da 2196 a 3668 tra luglio e dicembre. Nel periodo bellico 1940-1943 il silurificio produsse la maggior parte dei 3700 siluri italiani per sommergibili, torpediniere, MAS ed aerei impiegati in guerra. Nel 1943 l’organico era di 7000 unità con capacità di produzione di 160 siluri al mese.
Dopo l'armistizio dell'8 settembre 1943 gli stabilimenti vennero pesantemente bombardati dai tedeschi, che dal 15 al 22 settembre distrussero in modo sistematico gli stabilimenti di Baia, del Fusaro e il siluripedio di S. Martino. Gli impianti di Baia furono minati ed incendiati. All'impianto del Fusaro furono fatte crollare le coperture dei capannoni e al siluripedio di S. Martino fu bombardato il ponte che collegava lo scoglio alla terraferma. Appena fu possibile, i dirigenti del silurificio iniziarono la rimozione delle macerie ed il recupero dei macchinari. Le truppe alleate, entrate il 18 ottobre negli stabilimenti, iniziarono a caricare numerosi automezzi, trasportando altrove macchinario e materiale di ogni tipo, e gli stabilimenti di Baia e del Fusaro vennero occupati dalla Royal Navy. Solo il 20% dell'impianto di Baia rimase affidato al silurificio per svolgere lavori di revisione su 700 siluri della marina italiana.

## Industria Meccanica Napoletana
Gli impianti di Baia e del Fusaro ritornarono in mano italiana nel settembre del 1945 ma subito pose il problema di avviare una
nuova lavorazione industriale per continuare ad impegnare le maestranze e riassorbire quelle presenti prima del settembre del
1943. Sin dalla fine del 1944 si era pensato a delle lavorazioni di tipo meccanico o navale come la costruzione di motori diesel, di motopompe e di compressori oppure di motopescherecci, di motobarche e di motoscafi.
Gli stabilimenti vennero rilevati da Finmeccanica, società a partecipazioni statali costituita per gestire le industrie meccaniche e cantieristiche acquisite, che fino a quel momento avevano prodotto su commesse belliche e non erano in grado di riconvertirsi rapidamente. Il silurificio venne riconvertito in fabbrica motociclistica denominata Industria Meccanica Napoletana, che a partire dal 1950 iniziò a costruire su licenza il motore Mosquito di 38 cc. della Garelli, un propulsore ausiliario da applicare su una comune bicicletta per trasformarla in un veicolo a motore; successivamente l'azienda realizza un proprio telaio monotrave aperto in lamiera stampata e vende il veicolo completo.
A dirigere lo stabilimento venne chiamato l'ingegner Gian Luigi Capellino, progettista della Ducati, altra azienda entrata a far parte dello stesso gruppo della galassia IRI.
Nel 1952 l'azienda produce il ciclomotore Paperino, che usa ancora il motore Mosquito, cui nel 1954 si affiancheranno il Superpaperino ed il Superpaperino Sport con motore a due tempi, tre marce, realizzato in proprio e nel 1953 viene prodotta la motoleggera Baio con motore a quattro tempi di 100 cc.

## Selenia
Nel 1958 la produzione viene interrotta e gli stabilimenti ospitarono la Microlambda, la prima industria radaristica italiana, impiantata nel 1951 presso il Lago Fusaro e che il 22 marzo 1960, in seguito alla fusione con Sindel costituì la Sipel - Società industriale prodotti elettronici S.p.A., che nel 1960 avrebbe assunto la denominazione di Selenia, divenuta poi Selex Sistemi Integrati, attuale Leonardo S.p.A.
La Microlambda venne impiantata dall'ingegnere Carlo Calosi che durante la seconda guerra mondiale ha progettato per la Regia Marina Italiana un siluro fra i migliori della produzione bellica dell'epoca con esplosione di prossimità invece che a impatto. Calosi durante il periodo della cobelligeranza si era recato negli Stati Uniti, collaborando con i servizi segreti alleati e partecipando agli studi ed alla realizzazione dei primi impianti radar. Negli anni cinquanta, forte di questa esperienza, tornato in Italia fondò prima la Microlambda e poi la Selenia, due industrie che si sarebbero occupate di radaristica, di missili e di satelliti. Nel 1952 venne consegnata alla marina statunitense la prima batteria di sei radar completamente realizzati negli stabilimenti della Microlambda.
Gli stabilimenti dove prima era ubicato il silurificio sono poi diventati la sede del Museo del radar, inaugurato il 5 aprile 2009.